# Parque Nacional Alaungdaw Kathapa

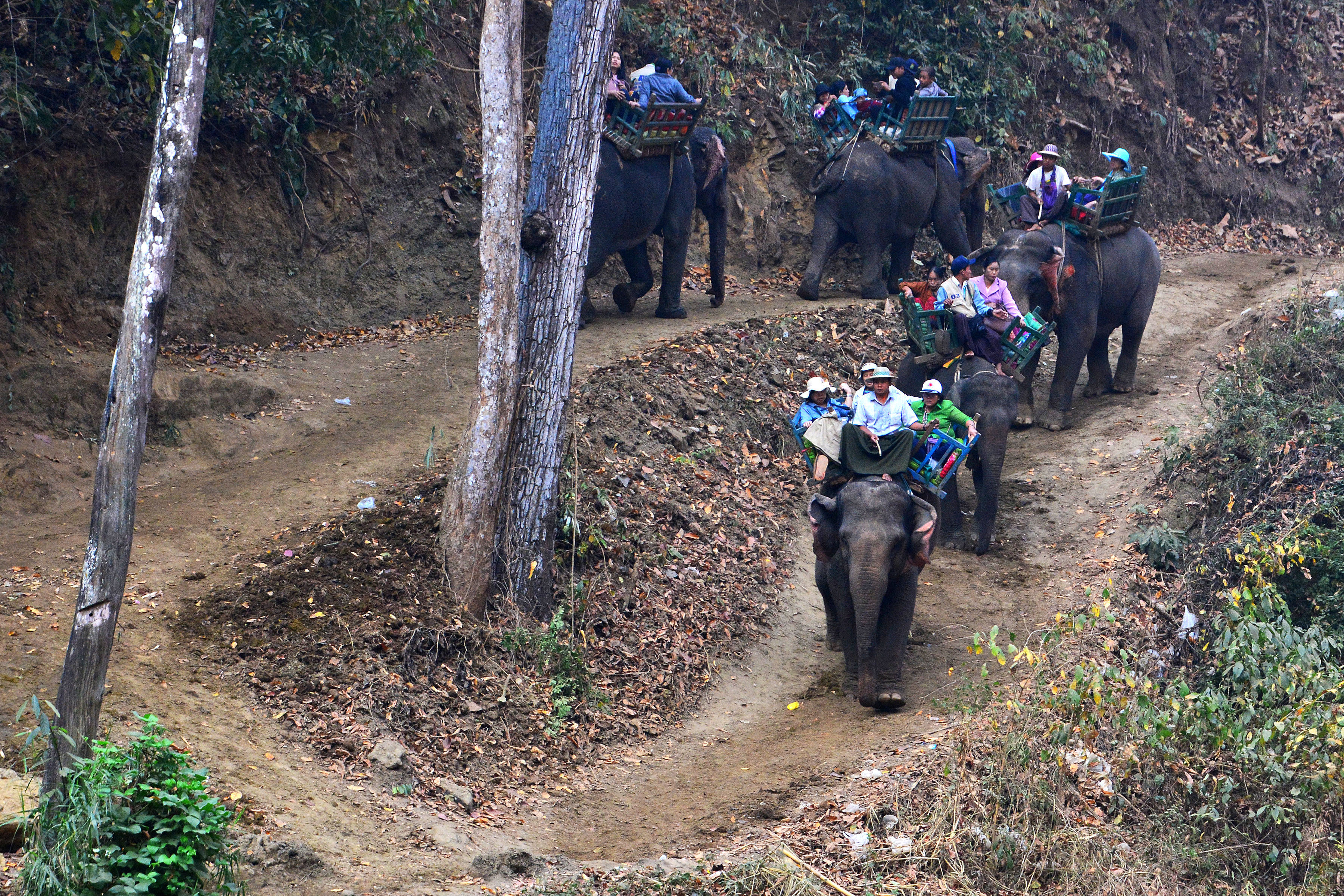
Fotografia do Parque Alaungdaw Kathapa.

O Parque Nacional Alaungdaw Kathapa é um parque nacional em Myanmar que cobre 1402 quilómetros quadrados. Foi criado em 1989 e está listado como um dos Parques do Património da ASEAN. Ele abrange uma altitude de 135 a 1335 metros nos municípios de Kani e Mingin na região de Sagaing.